# Luga (řeka)
Luga (rusky Луга, finsky Laukaanjoki, votsky Laugaz, estonsky Lauga) je řeka v Novgorodské a v Leningradské oblasti v severozápadním Rusku. Délka toku činí 353 km, plocha povodí pak 13 200 km².

## Průběh toku
Řeka pramení v Tesovských bažinách v Novgorodské oblasti, protéká městy Luga a Kingisepp v Leningradské oblasti a v Lužské zátoce Finského zálivu nedaleko hranice s Estonskem se vlévá do Baltského moře. Přirozené říční rameno Rossoň ji spojuje s řekou Narvou a podle stavu vody na obou řekách odvádí buď vodu z Lugy do Narvy, nebo naopak. Prakticky celý tok prochází rovinatou a bažinatou krajinou.

### Přítoky
Největším přítokem je Oreděž (zprava).

## Vodní režim
Zdrojem vody jsou převážně sněhové srážky. Průměrný roční průtok vody ve vzdálenosti 60 km od ústí činí přibližně 93 m³/s. Zamrzá na začátku prosince a rozmrzá na začátku dubna.

## Využití
Vodní doprava je možná na oddělených úsecích v celkové délce 173 km. Na řece byla zbudována Kingiseppská hydroelektrárna. Na řece leží města Luga a Kingisepp v Leningradské oblasti.